# Achada Baleia
Achada Baleia est une localité du sud-est de l'île de Santiago au Cap-Vert.

## Description
Achada Baleia fait partie de la municipalité de São Domingos.
Achada Baleia est située sur la côte orientale de Santiago, à 1,5 km au sud-est de Praia Baixo, à 2 km au nord-ouest de Baía et à 15 km au nord-est de Praia. 
Elle se trouve à une altitude d'environ 50 mètres.

## Population
Au recensement de 2010, la ville comptait 952 habitants.